# آنا یشین
آنا یشین (لهستانی: Anna Jesień؛ زادهٔ ۱۰ دسامبر ۱۹۷۸) دونده اهل لهستان بود.
وی در مسابقات کشوری و بین‌المللی در مجموع برندهٔ ۳ مدال برنز شده‌است.